# Мисс Манипенни
Мисс Манипенни (англ. Miss Moneypenny) — персонаж в романах и фильмах о Джеймсе Бонде. Выполняет роль секретаря М, главы МИ-6, появляется во всех фильмах, кроме «Казино Рояль» (2006 года) и «Квант милосердия» (2008 года). В книгах Флеминга её ни разу не называют по имени, но в книгах серии «Дневники Манипенни», написанных Самантой Уайнберг, её зовут Джейн, а начиная с фильма 007: Координаты «Скайфолл» её называют Ив. В фильме «Живёшь только дважды» (1967) раскрывается её звание — второй офицер женского корпуса Королевского флота, что в переводе на обычные звания приравнено к лейтенанту ВМФ. Помимо выездов за рубеж (Гонконг, Венеция, Бразилия) в свите М, Манипенни (невооружённая) участвовала и в полевых операциях Бонда («Бриллианты навсегда»).
Поклонница Бонда, с которым она безуспешно пытается флиртовать (в книгах Флеминга воздыхания Манипенни остаются её тайной). Бонд не отвечает ей взаимностью, лишь поддразнивая Манипенни фразами вроде «Лесть тебе не поможет, но попытка — не пытка». Скрытая ревность Манипенни проявляется, например, в финальных сценах фильма «Живёшь только дважды», когда Манипенни по поручению М вызывается прервать очередную интимную сцену Бонда ради сеанса радиосвязи.
В первых 14 «официальных» фильмах (по «Вид на убийство» включительно) эту роль исполняла Лоис Максвелл, в фильмах: «Искры из глаз» (Living Daylights) и «Лицензия на убийство» — Кэролайн Блисс, в фильмах Пирса Броснана — Саманта Бонд, а начиная с фильма 007: Координаты «Скайфолл» — Наоми Харрис. В неофициальных: «Казино „Рояль“ (1967)» и «Никогда не говори „никогда“» — Барбара Буше и Памела Сэйлем.

## Актрисы, игравшие Mисс Манипенни
В фильмах о Бонде Манипенни играли 6 разных актрис — четыре в сериях фильмов производства EON плюс по одной в фильмах не EON. Хотя она не появляется в фильме Казино «Рояль» 2006 года о Бонде (первый фильм о Джеймсе Бонде, в котором нет этого персонажа), присутствует отсылка на персонаж в сцене между Бондом и Веспер Линд. В сцене Веспер появляется впервые, представляясь «Я деньги» (отсылка к её роли в качестве бухгалтера-казначея), на что Бонд отвечает, глядя поверх неё: «Каждый пенни из этого». Персонаж отсутствует и в следующем фильме «Квант милосердия».

### Лоис Максвелл(1962—1985)
Является самой постоянной актрисой бондианы, сыгравшей в 14 фильмах с Шоном Коннери, Джорджем Лэзенби и Роджером Муром
- «Доктор Ноу»
- «Из России с любовью»
- «Голдфингер»
- «Шаровая молния»
- «Живёшь только дважды»
- «На секретной службе Её Величества»
- «Бриллианты навсегда»
- «Живи и дай умереть»
- «Человек с золотым пистолетом»
- «Шпион, который меня любил»
- «Лунный гонщик»
- «Только для твоих глаз»
- «Осьминожка»
- «Вид на убийство»

### Кэролайн Блисс[англ.](1987—1989)
Сыграла в фильмах с Тимоти Далтоном:
- «Искры из глаз»
- «Лицензия на убийство»

### Саманта Бонд(1995—2002)
Сыграла в фильмах с Пирсом Броснаном:
- «Золотой глаз»
- «Завтра не умрёт никогда»
- «И целого мира мало»
- «Умри, но не сейчас»

### Наоми Харрис(2012—2021)
Играет в фильмах с Дэниелом Крэйгом:
- «007: Координаты «Скайфолл»
- «007: Спектр»
- «Не время умирать»